# Puntate di Generation Kill
La sette puntate della miniserie televisiva Generation Kill sono state trasmesse negli Stati Uniti dal canale HBO dal 13 luglio al 24 agosto 2008.
In Italia la miniserie è andata in onda dal 14 giugno al 5 luglio 2009 su Steel, della piattaforma Mediaset Premium.
| nº | Titolo originale           | Titolo italiano                    | Prima TV USA   | Prima TV Italia |
| -- | -------------------------- | ---------------------------------- | -------------- | --------------- |
| 1  | Get Some                   | Uccidilo                           | 13 luglio 2008 | 14 giugno 2009  |
| 2  | The Cradle of Civilization | La culla della civiltà             | 20 luglio 2008 | 21 giugno 2009  |
| 3  | Screwby                    | Che figata                         | 27 luglio 2008 | 21 giugno 2009  |
| 4  | Combat Jack                | Sesso solitario in trincea         | 3 agosto 2008  | 28 giugno 2009  |
| 5  | A Burning Dog              | Non accarezzare un cane arrabbiato | 10 agosto 2008 | 28 giugno 2009  |
| 6  | Stay Frosty                | Mantieni la calma                  | 17 agosto 2008 | 5 luglio 2009   |
| 7  | Bomb in the Garden         | Bomba in giardino                  | 24 agosto 2008 | 5 luglio 2009   |

## Uccidilo
- Titolo originale: Get Some
- Diretta da: Susanna White
- Scritta da: David Simon, Ed Burns

### Trama
Nel nord del Kuwait, vicino al confine con l'Iraq, il primo battaglione da ricognizione dei marines degli Stati Uniti sta aspettando l'ordine di iniziare l'invasione del territorio iracheno, per dare inizio all'operazione Iraqi Freedom. Nel frattempo, al campo Mathilda, la compagnia Bravo accoglie il giornalista Evan Wright, della testata Rolling Stone, che seguirà le prime fasi della guerra dall'interno della compagnia.

## La culla della civiltà
- Titolo originale: The Cradle of Civilization
- Diretta da: Susanna White
- Scritta da: David Simon, Ed Burns

### Trama
Quando l'invasione dell'Iraq ha inizio, il sergente Colbert istruisce la propria squadra dando l'ordine di aprire il fuoco contro qualsiasi iracheno che sarà in possesso di una possibile arma ostile. Il primo battaglione da ricognizione vive il primo scontro a fuoco a Nasiriyya, dove il primo nemico viene individuato nella persona di Al Gharraf. La compagnia Bravo viene quindi inviata verso la città irachena per dare supporto.

## Che figata
- Titolo originale: Screwby
- Diretta da: Susanna White
- Scritta da: David Simon, Ed Burns

### Trama
Dopo lo scontro di Nasiriyya, la compagnia Bravo attende di ricevere nuovi ordini. Dopo che si incominciano ad incontrare le prime difficoltà nei rifornimenti sia d'artiglieria che di beni di prima necessità, la compagnia viene inviata verso la città di Ar Rifa per assumere il controllo di una pista di atterraggio.

## Sesso solitario in trincea
- Titolo originale: Combat Jack
- Diretta da: Simon Cellan Jones
- Scritta da: David Simon, Ed Burns

### Trama
Dopo il combattimento per assumere il controllo della pista di atterraggio, la compagnia si trova molto avanti rispetto al resto delle truppe americane, che salgono verso nord molto più lentamente. I rifornimenti quindi arrivano con molto ritardo e gli uomini sono chiamati a continuare la missione consumendo meno risorse possibile. Nuovi ordini li portano verso Al Havy, per costituire un blocco. Nel frattempo, la compagnia Alpha è costretta a recuperare il corpo di un marine ad Al Shatra, ma la loro missione è ritardata di un'operazione della CIA.

## Non accarezzare un cane arrabbiato
- Titolo originale: A Burning Dog
- Diretta da: Simon Cellan Jones
- Scritta da: David Simon, Ed Burns

### Trama
Il battaglione incomincia a mostrare frustrazione rispetto l'andamento della guerra, poiché ancora i marines non hanno avuto modo di esprimere quanto avevano imparato in addestramento, e soprattutto perché hanno avuto poche occasioni di usare le armi a disposizione. Ma presto, quando saranno chiamati a conquistare un ponte, avranno modo di dimostrare tutte le loro abilità di combattimento.

## Mantieni la calma
- Titolo originale: Stay Frosty
- Diretta da: Simon Cellan Jones
- Scritta da: David Simon, Ed Burns

### Trama
Il battaglione è chiamato a scortare fuori da Baghdad i profughi che cercano salvezza. In questa occasione i marines hanno modo di vedere quanta umanità si nasconde nel popolo iracheno. Tuttavia i soldati iniziano anche a chiedersi se la loro parte nella guerra sia già finita, ma il colonnello Ferrando ha già un piano per riportare i suoi uomini in combattimento.

## Bomba in giardino
- Titolo originale: Bomb in the Garden
- Diretta da: Susanna White
- Scritta da: David Simon, Ed Burns

### Trama
Il primo battaglione da ricognizione ormai è già nel centro di Baghdad e inizia a rendersi conto di quanto sia grande la città, rimanendo impressionato. Nel frattempo, la compagnia Bravo ha l'ordine di pattugliare la città e presto si rende conto che gli ostacoli che ha davanti sono molto più grandi di quanto si potesse immaginare.